# Деревянко, Юрий Богданович
Юрий Богданович Деревянко (укр. Юрій Богданович Дерев'янко; род. 7 мая 1973, Надворная, Ивано-Франковская область) — украинский политик. Народный депутат Украины VII и VIII созывов. Внефракционный.

## Биография
В 1996 году окончил Киевский государственный экономический университет, получил диплом магистра по специальности «Учёт и аудит».
С 2010 по 2012 год — депутат Ивано-Франковского областного совета от партии «Фронт перемен».
На выборах в 2012 году был избран народным депутатом Украины от избирательного округа № 87 (Ивано-Франковская область), переизбран в 2014 году.
1 ноября 2018 года были введены российские санкции против 322 граждан Украины, включая Юрия Деревянко.
Член Совета партии "Воля".
Женат, имеет четверых детей.